# Alléskolen (Aalborg)
 For alternative betydninger, se Alléskolen. (Se også artikler, som begynder med Alléskolen)
Alléskolen er en tidligere skole beliggende i Aalborg. Skolen har tidligere lagt huse til folkeskole, handelsskole og kommunalt uddannelsescenter. Skolen havde sit virke som folkeskole fra 1955 til 1981. Skolens placering som nabo til Dansk Eternits eternitfabrik på Eternitten har givet anledning til undersøgelser af tidligere elevers risiko for lungehindekræft i forbindelse med udsættelse for asbest. Der eksisterer aktuelt planer om at nedrive skolens bygninger og bygge op mod 300 lejligheder på grunden.